# Роберт Стівенсон (режисер)
Роберт Стівенсон (англ. Robert Stevenson; 31 березня 1905 — 30 квітня 1986) — англійський та американський кінорежисер.

## Біографія
Роберт Стівенсон народився 31 березня 1905 року в місті Бакстон, графство Дербішир, Велика Британія. Він закінчив Кембриджський університет, де був президентом як Ліберального клубу, так і Кембриджського союзу.
Почав режисерувати фільми в 1932 році.
У 1939 році Стівенсон з дружиною і однорічною дочкою переїхав в США, в Каліфорнію (Голлівуд), де успішно продовжив займатися режисурою, працюючи, переважно, на кінокомпанію Walt Disney Pictures.
Роберт Стівенсон помер 30 квітня 1986 року в Санта-Барбарі, штат Каліфорнія, США.

## Особисте життя
Роберт Стівенсон був одружений чотири рази:
- Сесілія -? -1934, розлучення
- Анна Лі (англ. Anna Lee) — 1934—1944, переїзд в США, розлучення, дві дочки: Веніша (1938—2022) і Кароліна
- Франсіс Холйок Говард — 8 жовтня 1944 ?, розлучення, син: Х'ю Говард Стівенсон
- Урсула Хендерсон -? -1986, смерть Роберта Стівенсона.

## Фільмографія
- 1942 — Жанна Паризька
- 1943 — Вічність і один день
- 1964 — Мері Поппінс